# أمين رغيب
أمين رغيب (ولد 2 أبريل 1986 بمدينة مراكش، المغرب) مدون مؤسس لمدونة المحترف، اشتهر أيضاً بالحلقات التي يقدمها على قناة في موقع يوتيوب تحمل نفس الاسم.، في 2014 تم تكريمه من قبل يوتيوب لأكثر البودكاستر المغاربة تأثيراُ، وفي عام 2015 حاز على جائزة رواد التواصل الاجتماعي من حاكم إمارة دُبي محمد بن راشد آل مكتوم.

## نشأته ودراسته
ولد أمين رغيب في مدينة القنيطرة في عائلة من أخ وحيد (وهو الأكبر) ووالد اشتغل في الميدان العسكري (القوات الملكية الجوية المغربية)، حيث درس مرحلته الابتدائية في مدرسة ابن حبوس وهي مدرسة بنواحي مدينة مراكش (تحناوت) قبل أن ينتقل إلى استكمال دراسته الإعدادية والثانوية بكل من ثانوية بئر انزران وتوبقال.
ثم انتقل رغيب أمين في سنة 2006 إلى استكمال دراسته الجامعية بكلية القاضي عياض حيث درس القانون ،كذلك شهادة تقني متخصص في تسير الشبكات المعلوماتية وأنظمة التشغيل من المغرب زيادة على اهتمامه الكبير بمجال الأمن المعلوماتي، بالإضافة إلى احتكاكه القريب بمجال الاختراق.

## جوائز ومشاركات
أمين رغيب هو أول مغربي ينال درع يوتيوب الفضية[وفقًا لِمَن؟] وحصل على درع يوتيوب الذهبي سنة 2016، وحصلت قناة مدونة المحترف للمعلوميات التي يديرها على اليوتيوب حوالي قرابة 4 ملايين مشترك من دول متعددة. كما حصل على جائزة أفضل مدون في المغرب. وشارك في العديد من المسابقات في العالم العربي في مجال التكنولوجيا. وشارك في العديد من الفعاليات الدولية. سنة 2017 وصل عدد متابعيه في قناته على اليوتوب ثلاثة ملايين مشترك، بحيث تعتبر قناته أول قناة مغربية تصل سقف المليون مشترك.
- جائزة أفضل مدونة في مسابقة ماروك ويب أواردس لسنة 2012[8]
- جائزة هبة بريس لأفضل شخصية بالويب المغربي، سنة 2014[9][10]
- جائزة رواد التواصل الاجتماعي عن فئة التكنولوجيا سنة 2015[7]